# دایان کلیر
دایان کلیر (انگلیسی: Diane Clare؛ ۸ ژوئیهٔ ۱۹۳۸ – ۲۱ ژوئن ۲۰۱۳) بازیگر اهل بریتانیا بود. از فیلم‌های او می‌توان به تازه‌کار بی‌رغبت (۱۹۵۸) و اتاق ال شکل (۱۹۶۲) اشاره نمود.